# 托德·布赫霍尔茨
托德·布赫霍尔茨（Todd G. Buchholz）是一位美国经济学家、老布什政府时期的白宫经济政策顾问，以及老虎对冲基金（the Tiger hedge fund）经理人。他获得哈佛大学经济系艾琳·杨教学奖，并被《成功会议》（Successful Meetings）杂志称为“21世纪的21位顶级发言人之一”。《彭博商业周刊》和彭博称布赫霍尔茨入围白宫任命联邦储备委员会的名单。

## 生活和事业
作为G7集团咨询公司（G7 Group consulting firm）的创始人，托德·布赫霍尔茨拥有哈佛法学院的法学高级学位和剑桥大学的经济学高级学位。他还担任过剑桥大学的研究员。
布赫霍尔茨主要居住在圣迭戈 (加利福尼亚州)，并周游世界，向微软、IBM和通用电气等公司，以及政府组织，发表关于经济、金融和创新的主旨演讲，并在英国国会，以及在白宫图书馆和美国财政部演讲。
布赫霍尔茨经常在《纽约时报》、《华尔街日报》和《华盛顿邮报》以及公共广播电视公司、全国公共广播电台等主要电视台上，发表关于政治经济、金融市场、商业和文化的评论。他在全国广播公司商业频道上主持自己的特别节目，并连续两天成为CNBC"Squawk Box"节目的唯一嘉宾。
他的书已被翻译成超过15种语言，他的第一本书《经济学大师们》（New Ideas from Dead Economists）被美国经济学会列为"经典"。它得到了米尔顿·弗里德曼和劳伦斯·萨默斯等不同思想家的强烈支持。
布赫霍尔茨2011年出版的著作《向前冲:为什么你在老鼠竞赛中茁壮成长》（Rush: Why You Thrive in the Rat Race）一书被出版者周刊评为社会科学十大图书，被纽约邮报和洛杉矶时报评为年度图书。 《向前冲》是"神经经济学和进化心理学的综合"。2012年，《向前冲》出现在查理·罗斯电视节目中。
布赫霍尔茨2016年的著作《繁荣的代价：富有帝国的衰落与复兴》（The Price of Prosperity: Why Rich Nations Fail and How to Renew Them）被《华尔街日报》列为2016年夏天必读的8本著作之一。该书获得著名民主党和共和党经济学家的支持，包括劳伦斯·萨默斯、艾伦·布林德、迈克尔·博斯金和格伦·哈伯德。前联邦委员会副主席布林德称其为"爆裂的读物...力量的旅程"（crackling read...a tour de force.）"。 
布赫霍尔茨的其他作品包括《已故CEO们的新想法》（New Ideas from Dead CEOs）、Lasting Lessons from the Corner Office, From Here to Economy, 《市场冲击》（Market Shock），以及《把工作带回家》（Bringing the Jobs Home）。
布赫霍尔茨是数学箭头矩阵（Math Arrow）的发明者，这是一个数学矩阵，使数字对孩子更直观。他是Sproglit有限公司的首席执行官，该公司开发基于数学箭头矩阵的软件和课堂材料。马丁·库帕，公认的手机发明者，把数学箭头矩阵称为"独创性的"。
他还创作了一本关于拳击手和对冲基金的神秘小说,名为《卡斯特罗基因》（The Castro Gene）,曾获美国最佳图书奖。 布赫霍尔茨是音乐剧《光荣之旅》（Glory Ride）的合著者，该剧讲述了意大利孩子骑自行车偷渡离开法西斯意大利的真实故事，于2015年1月在纽约演出。，主演是托尼奖被提名人乔什·杨、艾莉森·勒夫和奎因·范安特韦普。
他还是百老汇音乐剧《泽西男孩》的联合制作人之一。

## 经济理论及政策建议
布赫霍尔茨在书籍、文章和讲座中，提出了一系列经济理论和政策建议：

### 犯罪和利率
布赫霍尔茨假说（The Buchholz Hypothesis）认为犯罪与利率密切相关。 这个假说有助于解开为什么在大萧条期间犯罪率下降的难题，虽然传统观点认为，糟糕的经济会导致人们犯罪。

### 搭便车对国家GDP的影响
布赫霍尔茨在他的著作《经济学大师们》（New Ideas from Dead Economists）中提出，拥有大型社会福利计划的小国，可能会获得强劲的GDP收益，因为它们能够得益于较有竞争力的结构，而政府干预较少。

### 将失业补偿改为签约奖金
2011年,在《华盛顿邮报》Outlook部分的头版上，布赫霍尔茨提议将失业补偿改为签约奖金（signing bonuses）。 根据布赫霍尔茨的提议，个人如果早点接受工作，就会从政府领取签约奖金，而不是领取99周的失业救济金。

### 竞争产生合作
布赫霍尔茨在他的著作《向前冲》中，通过神经科学和历史，推论出竞争的社会比试图压制竞争力的社会，能够延长预期寿命、减少疾病、加强合作。

### 锁定超低利率
在2012年6月《华尔街日报》的社论版上，布赫霍尔茨提议美国财政部通过发行100年期债券，来锁定创纪录的低借款利率。由于10年期国债收益率仅为1.62%，布赫霍尔茨称其为"自教宗儒略为米开朗基罗画天花板支付微薄报酬以来最好的交易"。在文章发表14个月后，收益率上升了78%,达到2.88%。。

### 生育、繁荣和移民的法则
在他的著作《繁荣的代价》中，布赫霍尔茨表明，当一个国家连续两个25年(两代人)GDP的年平均增长率超过2.5%时，生育率将下降到略高于更替的水平，即每个女性生2.5个孩子。如果国内生产总值连续第三代增长，生育率将趋于低于每女性生育2.1个孩子，将会需要移民来维持稳定的劳动人口。作为推论,如果生育率低于更替率，该国会发现很难偿还累积的债务。

## 经济预测
布赫霍尔茨在媒体和演讲中,经常对重大经济转折和发展做出预测,有时准确率惊人。

### 2014–2015年农用土地价格下跌
2014年1月,在一篇题为"绿色田野在变红"（Green Acres Turning Red）的文章中，布赫霍尔茨预测，此前多年大幅上涨的农用土地价格，将会大幅下跌。布赫霍尔茨说，价格"在丑陋的斜坡，和抛物线上摇摇欲坠。" 在接下来的两年里，农用土地租金下降了近20%。

### 2014–2015年石油价格暴跌
2014年4月，正当油价约为每桶100美元之时，布赫霍尔茨和玛丽亚·巴蒂罗姆出现在福克斯商业频道上，正确地预测，油价将会跌至每桶50美元。

### 2011年美国主权信用评级降低
2011年，布赫霍尔茨在主题演讲以及电视和电台采访中预测，标准普尔评级机构将会降低美国国债评级。8月5日，标普宣布降低了美国政府的AAA主权信用评级至AA+级。 

### 2009年经济复苏预测
2009年2月，布赫霍尔茨对着美国最著名的经济学家们，预测经济将从"大衰退"中复苏。在美国住宿业投资峰会（the Americas Lodging Investment Summit）上发表演讲时，布赫霍尔茨预测"我们将会迎来经济复苏，正好赶上9月份的开学季销售"，而"住宿和酒店业也将受益于这一增长。"事实上，在2009年第三季度，GDP确实变为增长。

### 2008年6月经济预测
2008年6月，在Everything Channel的 2008年会的开幕主旨演讲中，布赫霍尔茨表示，他相信美国经济虽然无疑处于放缓状态，但会避免出现连续两个季度GDP负增长的情况——经济衰退的经典定义。他补充说:"我确信,我们不会有任何季度GDP出现负增长。布赫霍尔茨指出，在美元走软的刺激下，高就业率、制造商库存减少，以及出口强劲，是他信心的原因。

### 2008年4月商品预测
2008年4月，在PBS的晚间商业报道（Nightly Business Report）节目上，布赫霍尔茨预测包括石油在内的大宗商品价格短期内将走高，但随后会在2008年夏季下跌。2008年7月13日，当油价为每桶137美元时，华尔街主要分析师预测油价将升至200美元，布赫霍尔茨预测未来6个月油价将下降一半。他的意见受到其他主要经济分析师的批评。但在接下来的八周内，石油、谷物和工业金属等大宗商品的价格开始下跌,油价大幅下跌。

### 空中客车A380的失败
在布赫霍尔茨的著作《已故CEO们的新想法》（New Ideas from Dead CEOs，2007）一书中，该书就在空中客车A380首次投入运营前夕出版，布赫霍尔茨批评该项目对工程、商业和金融可行性的测试不足：“空中客车公司在知道如何制造庞大的A380它之前，就收集订单了。” 面对订单不足和不可持续的运营成本，空客在2019年宣布将停止生产。

### 欧元区的不稳定性
布赫霍尔茨1999年出版的《市场冲击》（Market Shock）一书警告说，欧元区是不稳定的，正走向政治动荡。在"欧洲统一如何分裂"（How European Unity Splinters
）一章中，布赫霍尔茨指出，地中海国家和爱尔兰最终将陷入困境，因为这些国家需要与核心国家德国和法国不同的货币政策。